# Gyre de la mer de Ross

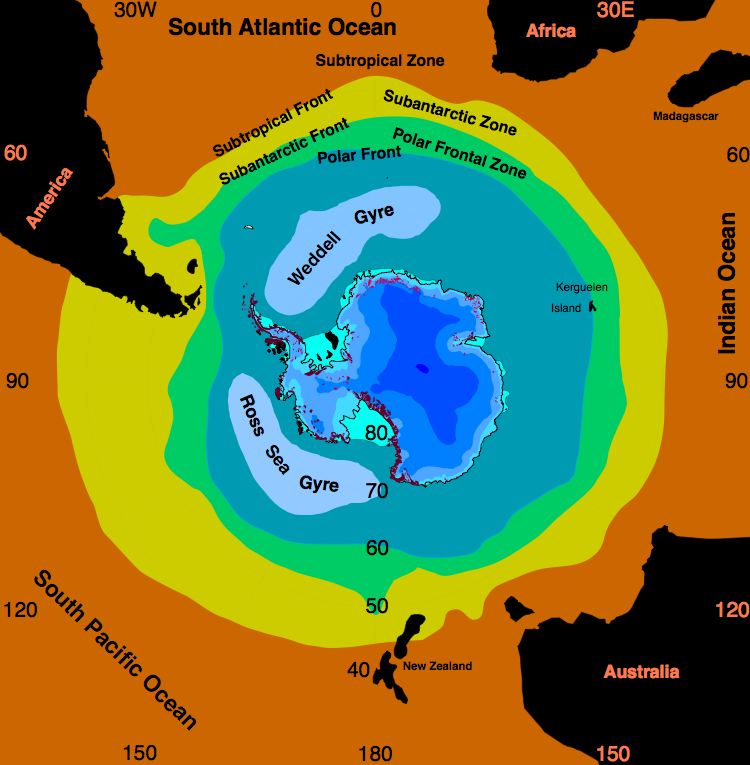
Le Gyre de Weddell et le Gyre de Ross.

Le gyre de Ross est un gyre océanique proche de l'Antarctique, il se situe dans la mer de Ross. C'est un courant tournant dans le sens des aiguilles d'une montre formé par l'interaction du Courant circumpolaire antarctique sur le plateau continental de l'Antarctique.  La banquise est persistante au centre du gyre. 